# Morum oniscus
Morum oniscus is een slakkensoort uit de familie van de Harpidae. De wetenschappelijke naam van de soort werd in 1767 voor het eerst geldig gepubliceerd door Carl Linnaeus.